# 臧爾令
臧爾令（？—1642年），號玉岩，山東諸城縣枳沟镇枳沟村人，明朝政治人物。

## 生平
天启二年（1622年）壬戌科進士，初授元氏县知县，舉卓异，擢礼部主事，升员外郎，歴官河南睢陳兵廵道右參議、山西冀南道副使，飭兵将，核粮饷，流寇闻风远遁。崇禎十五年（1642年），清軍繞過山海關，入塞劫掠，十一月，山東膠州到沂州皆淪陷，諸城被圍。臧爾令隨知縣等守城。十二月初十，清軍總共，臧爾令守西南門及其南城牆。十四日下午，武進士丁彝鼎率家丁出城降敵，隨即城破。臧爾令巷戰殉國。

## 家族
曾祖臧棐；祖父臧節；父臧惟一，尚书。弟臧尔劝，萬曆二十年進士，兵部左侍郎。